# Корічонер Франц
Франц Корічонер (нім. Franz Koritschoner) (23 лютого 1891, місто Відень, Австро-Угорщина, тепер Австрія — 9 червня 1941, концтабір Аушвіц, тепер Освенцим, Польща) — австрійський комуністичний діяч, діяч міжнародного комуністичного руху, один із засновників Комуністичної партії Австрії.

## Життєпис
Був одним із провідних австрійських молодих ліворадикалів. Під час Першої світової війни вів активну пацифістську пропаганду. Працював дрібним урядовцем банку у Відні.
У 1918 році брав участь у створенні Комуністичної партії Австрії і до 1927 був членом її ЦК. Обирався до Комуністичного Інтернаціоналу (ВККІ). Також редагував партійну газету «Червоний прапор», був перекладачем. Очолював раду австрійських революційних профспілок. За революційну діяльність зазнавав переслідувань, був поранений у живіт після розгону комуністичної демонстрації у Відні, рік перебував у австрійській в'язничній лікарні. У 1929 році виїхав до СРСР, працював у Профінтерні в Москві.
27 березня 1936 року заарештований органами НКВС за хибним обвинуваченням, засуджений на 8 років і ув'язнений у різних радянських в'язницях та таборах. У квітні 1941 року влада СРСР передала Корічонера в руки нацистської Німеччини в місті Любліні. Він був негайно заарештований гестапо і відправлений до в'язниці у Відні. 3 червня 1941 року Корічонера відправили до концтабору Аушвіц (Освенцим), де його вбили 9 червня 1941 року.
Обвинувальний вирок Корічонеру в СРСР скасували «за відсутністю складу злочину» під час кампанії з реабілітації жертв незаконних репресій після XX з'їзду КПРС.